# Samar Yazbek
Samar Yazbek (àrab: سمر يزبك, Samar Yazbak; Latakia, 18 d'agost de 1970) és una escriptora i periodista siriana. La seua obra abasta novel·les, contes, guions de pel·lícules, sèries televisives i crítica de cinema i televisió, i ha estat traduïda a llengües com ara l'holandés, francés, anglés, italià i alemany.

## Biografia
Estudià literatura àrab en la Universitat de Latakia, i després feu la carrera de periodisme i de guionista per a televisió i cinema a Síria.
És membre de la minoria alauita, però adversària del govern del seu correligionari el president Baixar al-Àssad. Va documentar la seua participació en les protestes contra el govern d'Àssad des del 2011 en el seu Damascene Diaries. Va descriure la revolta que iniciada a Dar'a al març del 2011 i la brutal resposta que en resultà. És per això que fou detinguda per les forces de seguretat síries i finalment va fugir del país amb la seua filla. De llavors ençà ha viscut a París, i continua sent un peça clau en la discussió global sobre Síria i la situació de les dones en l'islam.
Amb la seua crítica del règim d'Àssad, Samar Yazbek ha estat una veu destacada en el suport dels drets humans i de les dones a Síria. Participa en l'Organització d'Iniciativa de Dones i en Llibertats, un centre que defensa la llibertat d'expressió per als periodistes siris. Va ser editora de Dones de Síria, una revista electrònica feminista i pels drets humans. El 2012, creà Dones Ara pel Desenvolupament, una organització sense afany de lucre que ensenya a dones sirianes a llegir i escriure, i els ofereix formació.
El seu activisme inspira les seues obres literàries. La primera novel·la de Samar Yazbek, del 2002, Tiflat as-Sama (‘Xica del cel’), desafia els tabús de la societat siriana.
El 2010, Yazbek fou inclosa en Beirut39, un grup de 39 escriptors àrabs menors de 40 anys triats per un concurs organitzat per la revista Banipal i el Hay Festival. El 2012, el PEN/Pinter Prize l'elegí "escriptora internacional de valor", en reconeixement del seu llibre A Woman in the Crossfire. Li donaren el Premi Tucholsky suec aquest mateix any. El 2013, va rebre l'Oxfam Novib/PEN Award, que reconeix escriptors que han estat perseguits pel seu treball.
Samar Yazbek viu a París des del 2011 i és molt activa per internet. El 2012, intentà tornar al nord de Síria i establir-se en les àrees recentment alliberades, però finalment restà a París a causa de la creixent amenaça d'Estat Islàmic a Síria.
Va participar en la caravana cultural siriana (2014–15), un moviment artístic i cultural dirigit per artistes siris que començaren amb un projecte anomenat «Llibertat per a les persones sirianes» i va implicar un viatge per carretera per Europa.

## Obra
- باقة خريف, Bāqat ẖarīf, ‘Ram de tardor’, Beirut, دار الجندي, 1999, contes.[12]
- مفردات امرأة, Mufradāt imraʾa, ‘Paraules de dona’, Beirut, دار الكنوز الأدبية, 2001, contes.[13]
- طفلة السماء, Ṭiflat as-samāʾ, ‘La nena del cel’, Beirut, دار الكنوز الأدبية, 2002, novel·la.[14]
- صلصال, Ṣalṣāl, ‘Argila’, Beirut, دار الكنوز الأدبية, 2005, novel·la.[15]
- رائحة القرفة, Rāʾiḥat al-qurfa, ‘L'olor de la canyella’, Beirut, دار الآداب, 2007, novel·la.[16]
- جبل الزنابق, Jabal az-zanābiq, ‘La muntanya dels lliris’, Beirut, دار الآداب, 2008, ISBN 9789953892627.[17]
- لها مرايا, La-hā marāyā, ‘Té miralls’, Beirut, دار الآداب, 2010, novel·la.[18]
- تقاطع نيران: من يوميات الانتفاضة السورية, Taqāṭuʿ nīrān: Min yawmiyyāt al-intifāḍa as-sūriyya, ‘Foc creuat. Diari de la revolta siriana’, Beirut, دار الآداب, 2012, assaig.[19]
- بوابات أرض العدم, Bawwābāt arḍ al-ʿadam, ‘Portes a la terra del no-res’, Beirut, دار الآداب, 2015, assaig.[20][21]
- المشاءة, Al-maxxāʾ, ‘La marxadora’, Beirut, دار الآداب, 2017, novel·la.[22][23]
- تسع عشرة امرأة - سوريّات يروين, Tisʿa ʿaxarat imraʾa. Sūriyyāt yarwīna, ‘Dinou dones. Sirianes que expliquen’, Milà, منشورات المتوسط, 2019, ISBN 9788885771246, assaig.[24]
- مقام الريح, Maqām ar-rīḥ, ‘El poema del vent’, Milà, منشورات المتوسط, 2021, ISBN 9791280738011.[25]

### Guions
- امرأة في الظل, Imraʾa fī ẓ-ẓīl, ‘Una dona a l'ombra’, sèrie.
- سماء واطئة, Samāʾ wāṭiʾa, ‘Cel baix’, pel·lícula.
- عن أنطون مقدسي, ʿAn Antūn Maqdisī, ‘Sobre Antun Maqdisi’, documentari.
- صباح الخير ليلى, Ṣabāḥ al-ẖayr Laylà, ‘Bon dia, Layla’, pel·lícula televisiva.